# Agrilus insuperatus
Agrilus insuperatus es una especie de insecto del género Agrilus, familia Buprestidae, orden Coleoptera.
Fue descrita científicamente por Descarpentries & Villiers, en 1963.